# Teresa (Islas Nicobar)
Teresa (Luroo en el idioma nicobar) es una de las islas Nicobar, en India. Tanto Austria (1778-1784) como Dinamarca (1754/56-1868) reclamaron a las Islas Nicobar como colonia. Teresa lleva el nombre de archiduquesa de Austria María Teresa.
Teresa se encuentra al oeste de la isla vecina de Camorta y al noroeste de Katchal. La isla más pequeña conocida como Chowra esta hacia el norte y Bompoka se encuentra al este. La parte norte de la isla tiene una altitud de 250 metros de altura. El Censo Nacional de India de 2001 reveló que la Isla cuenta con una población de 2.043 personas, y los mayores asentamientos fueron: Bengalí, Kalasi, Minyuk y Aloorang. La isla tiene una superficie de 101,26 km².
Grandes daños a la flora de la isla y la fauna se produjeron tras el terremoto y el tsunami del Océano Índico de 2004.